# ACSF3
Acyl-CoA-Synthetase-Familienmitglied 3 (ACSF3) ist ein mitochondriales Enzym, das beim Menschen durch das Gen ACSF3 kodiert wird. Das Enzym gehört zur Familie der Acyl-CoA-Synthetasen.

## Struktur
Das Gen ACSF3 befindet sich auf dem 16. Chromosom, und zwar auf der Position 16q24.3. Das Gen enthält 17 Exons. ACSF3 kodiert ein 64,1 kDa großes Protein, das sich aus 576 Aminosäuren zusammensetzt, 20 Peptide wurden durch Massenspektrometrie-Daten beobachtet.
Mögliche posttranslationale Modifikationen an ACSF3:
- Acetylierung an Lysin 565 (K565)[5]

## Funktion
Dieses Gen kodiert ein Mitglied der Acyl-CoA-Synthetase-Familie von Enzymen, die Fettsäuren aktivieren, indem sie die Bildung einer Thioesterbindung zwischen Fettsäuren und Coenzym A katalysieren. Das kodierte Protein ist in den Mitochondrien lokalisiert, hat eine hohe Spezifität für Malonsäure und Methylmalonsäure und besitzt Malonyl-CoA-Synthetase-Aktivität:
ATP + Malonat + CoA {\displaystyle \rightleftharpoons } AMP + Diphosphat + Malonyl-CoA
ACSF3 wandelt am effizientesten Malonat  in Malonyl-CoA um, aber auch Methylmalonat wird mit etwa 70 % dieser Aktivität effektiv aktiviert.

### Abbau von Malonsäure und Methylmalonsäure

Die Rolle von ACSF3 im Propionat-Stoffwechselweg.

Durch die Umwandlung von Malonat in Malonyl-CoA spielt ACSF3 eine entscheidende Rolle bei der Entfernung von intramitochondrialem Malonat, einem starken Inhibitor der mitochondrialen Atmung. Malonat hemmt kompetitiv die Succinat-Dehydrogenase (SDH), ein Enzym, das sowohl im Citratzyklus als auch als Komplex II der Atmungskette wirkt. Dagegen beeinträchtigt Methylmalonat die Aktivität der SDH indirekt, indem es den mitochondrialen Succinat-Import stört, anstatt das Enzym direkt zu hemmen. Die Beseitigung beider Säuren ist nicht nur entscheidend, um eine mitochondriale Dysfunktion zu verhindern, sondern auch, um eine metabolische Azidose zu vermeiden. Laut einem Acsf3-Knockout-Mausmodell wurde der Threonin-Katabolismus als Hauptursache für die Anhäufung von Methylmalonsäure identifiziert.

### Synthese von mitochondrialem Malonyl-CoA

#### Mitochondriale Fettsäuresynthese (mtFAS)

Die Rolle von ACSF3 im mitochondrialen Fettsäuresyntheseweg.

Malonyl-CoA, das einerseits durch ACSF3 und andererseits durch die mitochondriale Isoform der Acetyl-CoA-Carboxylase 1 (mtACC1) aus Acetyl-CoA gebildet wird, liefert die Verlängerungseinheiten für die mitochondriale Fettsäuresynthese (mtFAS). Die daraus entstehenden Acyl-ACP-Varianten erfüllen je nach Kettenlänge unterschiedliche Funktionen: So wird beispielsweise Octanoyl-ACP (C8) für die Biosynthese von Liponsäure benötigt, einem Cofaktor wichtiger mitochondrialer Enzymkomplexe wie dem Pyruvat-Dehydrogenase-Komplex (PDC), dem  α-Ketoglutarat-Dehydrogenase-Komplex (OGDC), dem 2-Oxoadipat-Dehydrogenase-Komplex (OADHC), dem verzweigtkettigen α-Ketosäure-Dehydrogenase-Komplex (BCKDHC) und dem Glycine-Cleavage-System (GCS). Längerkettige Varianten (C10–16) hingegen aktivieren allosterisch das Netzwerk der LYRM-Proteine. Beim Menschen umfasst dieses Netzwerk mindestens 12 Proteine und reguliert die mitochondriale Translation, die Biogenese von Eisen-Schwefel-Clustern sowie die Assemblierung der Komplexe der Atmungskette.

#### Proteinmalonylierung
Neben seiner Rolle in der mtFAS ist Malonyl-CoA auch essentiell für die Lysin-Malonylierung mitochondrialer Proteine, einer posttranslationale Modifikation, die zur metabolischen Effizienz in Säugetierzellen beiträgt. ACSF3 reguliert die rhythmische Malonylierung mitochondrialer Proteine in Abhängigkeit von der Nahrungsaufnahme und beeinflusst dabei hepatische Stoffwechselwege wie die Glykogenmobilisierung, Lipidsynthese und Triglyceridansammlung. Allerdings scheinen die Lysin-Malonylierungsspiegel bei einer Hemmung von ACSF3 zelltypspezifisch beeinflusst zu werden.

#### Synthese von Acetyl-CoA
Außerdem kann Malonyl-CoA durch die Malonyl-CoA-Decarboxylase (MLYCD) in Acetyl-CoA umgewandelt werden, das anschließend in den Citratzyklus eingespeist wird.

## Klinische Bedeutung

### Kombinierte Malon- und Methylmalonazidurie (CMAMMA)
Es hat sich gezeigt, dass Mutationen im ACSF3-Gen die Stoffwechselerkrankung kombinierte Malon- und Methylmalonazidurie (CMAMMA) verursachen. CMAMMA ist eine Erkrankung, die durch hohe Konzentrationen von Methylmalonsäure und Malonsäure gekennzeichnet ist, da ein Mangel in diesem Gen dazu führt, dass diese Metaboliten nicht abgebaut werden können. Die Krankheit wird in der Regel entweder durch einen Gentest oder durch höhere Methylmalonsäure- als Malonsäurespiegel diagnostiziert, auch wenn beide Werte erhöht sind. Durch die Berechnung des Verhältnisses von Malonsäure zu Methylmalonsäure im Blutplasma kann CMAMMA von der klassischen Methylmalonazidurie unterschieden werden. Die Störung zeigt typischerweise Symptome in der frühen Kindheit, die zunächst mit hohen Säurewerten im Blut (Ketoazidose) beginnen. Die Erkrankung kann sich auch in Form von unwillkürlichen Muskelverspannungen (Dystonie), schwachem Muskeltonus (Muskelhypotonie), Entwicklungsverzögerung, Unfähigkeit in der erwarteten Geschwindigkeit zu wachsen und an Gewicht zuzunehmen (Gedeihstörung), Unterzuckerung (Hypoglykämie) und Koma äußern. Bei einigen betroffenen Kindern kann sogar eine Mikrozephalie auftreten. Andere Menschen mit CMAMMA entwickeln bis zum Erwachsenenalter keine Anzeichen und Symptome. Diese Menschen haben in der Regel neurologische Probleme wie Krampfanfälle, Gedächtnisverlust, eine Abnahme der geistigen Leistungsfähigkeit oder psychiatrische Erkrankungen.

### Chronisch obstruktive Lungenerkrankung (COPD)
Eine epigenetische Studie fand eine unterschiedliche DNA-Methylierung des ACSF3-Gens im fetalen Lungengewebe, das mütterlichem Tabakkonsum ausgesetzt war, was auf eine mögliche Rolle bei der Entstehung der chronisch obstruktiven Lungenerkrankung (COPD) bereits während der Entwicklung hindeutet. Darüber hinaus haben integrative Analysen der DNA-Methylierung und Genexpression in Lungengewebe ACSF3 als einen Schlüsselfaktor bei der Regulation von COPD identifiziert.

### Metabolische Dysfunktion-assoziierte steatotische Lebererkrankung (MASLD)
ACSF3 ist an der Pathophysiologie der mit metabolischer Dysfunktion assoziierten steatotischen Lebererkrankung (MASLD, früher NAFLD) beteiligt. Seine Expression ist bei Mausmodellen mit fettreicher Ernährung sowie bei den Erkrankungen Adipositas und alkoholischer Lebererkrankung erhöht, wobei letztere beiden mit einer Beeinträchtigung des mitochondrialen Fettsäurestoffwechsels und einer verstärkten Lipidperoxidation einhergehen. Die Deacetylierung von ACSF3 durch die mitochondriale Deacetylase Sirtuin 3 (SIRT3) führt zu einer verringerten Stabilität und fördert den Abbau von ACSF3, was unter Bedingungen einer fettreichen Ernährung die hepatische Lipidhomöostase verbessert und die Steatose in Mausmodellen reduziert. Es konnte gezeigt werden, dass die phenolische Verbindung Protocatechusäure (PCA) SIRT3 aktiviert, was die SIRT3-ACSF3-Achse als möglichen therapeutischen Ansatzpunkt für MASLD in den Blickpunkt rückt.

## Evolutionäre Rolle
Eine uralte, menschenspezifische regulatorische Variante, rs34590044-A, erhöht die Expression des ACSF3-Gens und fördert dadurch eine größere Körpergröße sowie einen höheren Grundumsatz (Basal Metabolic Rate, BMR). Im Vergleich zu nicht-menschlichen Menschenaffen zeigen anatomisch moderne Menschen sowohl eine höhere ACSF3-Expression als auch einen erhöhten Grundumsatz, was auf eine evolutionäre Veränderung hinweist. Diese Variante hat vermutlich die Anpassung an fleischreiche Ernährung begünstigt, insbesondere durch einen verbesserten Threoninstoffwechsel. Studien an Mäusen und Zellkulturen zeigen, dass ACSF3 die mitochondriale Funktion und das Knochenwachstum unterstützt, während eine Störung von ACSF3 beides beeinträchtigt. Die Ergebnisse bringen ACSF3 mit der Koevolution von Körpergröße, Stoffwechsel und Ernährungsanpassungen in der menschlichen Evolution in Verbindung.